# Perl Compatible Regular Expressions
Perl Compatible Regular Expressions (kurz PCRE; deutsch „Perl-kompatible reguläre Ausdrücke“) ist eine Programmbibliothek zur Auswertung und Anwendung von regulären Ausdrücken. Der Name bezieht sich darauf, dass die Syntax der Ausdrücke der Programmiersprache Perl entliehen wurde. Sie entspricht etwa dem Stand von Perl 5, beinhaltet aber zusätzliche Syntaxelemente. Da Perl und PCRE separat entwickelt werden, gibt es einige Abweichungen, beispielsweise in der Benennung von Zwischenspeichern (englisch named capture buffer) und Unterschiede zwischen den jeweils akzeptierten Syntaxelementen, die in der Manpage pcrecompat(3) dokumentiert sind.
PCRE wurde von Philip Hazel ursprünglich für die Nutzung in Exim entwickelt und ist unter der BSD-Lizenz lizenziert. Viele Projekte nutzen PCRE, unter anderem Apache, GLib, KDE, LabVIEW und PHP. Auch Perl kann darauf mit Hilfe des Moduls re::engine::PCRE zugreifen, besitzt aber selbst eine eigene, wesentlich komplexere Bibliothek.
Derzeit wird PCRE als PCRE2 auf dem Versionszweig 10.xx entwickelt, während der veraltete Versionszweig 8.xx (als PCRE1 bezeichnet) nur noch mit Fehlerbehebungen versorgt wird.